# Eleições legislativas portuguesas de 2022 no distrito de Évora
| Eleições legislativas portuguesas de 2022 Distritos: Aveiro \| Beja \| Braga \| Bragança \| Castelo Branco \| Coimbra \| Évora \| Faro \| Guarda \| Leiria \| Lisboa \| Portalegre \| Porto \| Santarém \| Setúbal \| Viana do Castelo \| Vila Real \| Viseu \| Açores \| Madeira \| Estrangeiro |

## Resultados por concelho
Os resultados nos concelhos do Distrito de Évora foram os seguintes:

### Alandroal
| Partido                 | Partido                        | Votos | %               | +/-  |
| ----------------------- | ------------------------------ | ----- | --------------- | ---- |
|                         | Partido Socialista             | 1 440 | 53,97 / 100,00  | 5,49 |
|                         | Coligação Democrática Unitária | 394   | 14,77 / 100,00  | 6,09 |
|                         | Partido Social Democrata       | 338   | 12,67 / 100,00  | 2,50 |
|                         | CHEGA                          | 295   | 11,06 / 100,00  | 9,78 |
|                         | Bloco de Esquerda              | 59    | 2,21 / 100,00   | 4,76 |
|                         | Iniciativa Liberal             | 36    | 1,35 / 100,00   | 0,99 |
|                         | Outros (com menos de 1,00%)    | 63    | 2,35 / 100,00   |      |
| Votos Inválidos         | Votos Inválidos                | 43    | 1,61 / 100,00   | 0,71 |
| Total                   | Total                          | 2 668 | 100,00 / 100,00 |      |
| Eleitorado/Participação | Eleitorado/Participação        | 4 465 | 59,75 / 100,00  | 5,63 |

| Freguesia                                         | %     | %     | %     | %     | %    | %    | Votantes |
| Freguesia                                         | PS    | CDU   | PSD   | CH    | BE   | IL   | Votantes |
| ------------------------------------------------- | ----- | ----- | ----- | ----- | ---- | ---- | -------- |
| Freguesia                                         |       |       |       |       |      |      | Votantes |
| Capelins (Santo António)                          | 58,77 | 16,59 | 12,80 | 5,69  | 2,37 | 0,95 | 211      |
| N.S. da Conceição, São Brás dos Matos e Juromenha | 50,28 | 11,65 | 17,39 | 12,12 | 2,44 | 1,79 | 1 064    |
| Santiago Maior                                    | 57,14 | 19,05 | 7,24  | 11,11 | 1,39 | 0,89 | 1 008    |
| Terena (São Pedro)                                | 53,25 | 11,17 | 13,77 | 10,91 | 3,64 | 1,56 | 385      |
| Alandroal                                         | 53,97 | 14,77 | 12,67 | 11,06 | 2,21 | 1,35 | 2 668    |

### Arraiolos
| Partido                 | Partido                        | Votos | %               | +/-   |
| ----------------------- | ------------------------------ | ----- | --------------- | ----- |
|                         | Partido Socialista             | 1 652 | 43,47 / 100,00  | 10,44 |
|                         | Coligação Democrática Unitária | 922   | 24,26 / 100,00  | 5,53  |
|                         | Partido Social Democrata       | 580   | 15,26 / 100,00  | 2,66  |
|                         | CHEGA                          | 258   | 6,79 / 100,00   | 5,50  |
|                         | Bloco de Esquerda              | 117   | 3,08 / 100,00   | 4,90  |
|                         | Iniciativa Liberal             | 83    | 2,18 / 100,00   | 1,77  |
|                         | Outros (com menos de 1,00%)    | 101   | 2,64 / 100,00   |       |
| Votos Inválidos         | Votos Inválidos                | 87    | 2,29 / 100,00   | 2,03  |
| Total                   | Total                          | 3 800 | 100,00 / 100,00 |       |
| Eleitorado/Participação | Eleitorado/Participação        | 5 826 | 65,22 / 100,00  | 3,72  |

| Freguesia                  | %     | %     | %     | %     | %    | %    | Votantes |
| Freguesia                  | PS    | CDU   | PSD   | CH    | BE   | IL   | Votantes |
| -------------------------- | ----- | ----- | ----- | ----- | ---- | ---- | -------- |
| Freguesia                  |       |       |       |       |      |      | Votantes |
| Arraiolos                  | 42,90 | 26,69 | 14,99 | 4,57  | 3,51 | 2,34 | 1 881    |
| Gafanhoeira e Sabugueiro   | 47,45 | 27,87 | 9,57  | 7,23  | 1,70 | 1,70 | 470      |
| Igrejinha                  | 47,79 | 19,19 | 13,44 | 9,60  | 2,50 | 2,88 | 521      |
| São Gregório e Santa Justa | 33,74 | 28,86 | 13,82 | 10,98 | 1,22 | 3,25 | 246      |
| Vimieiro                   | 42,52 | 17,30 | 21,85 | 8,94  | 3,96 | 1,17 | 682      |
| Arraiolos                  | 43,47 | 24,26 | 15,26 | 6,79  | 3,08 | 2,18 | 3 800    |

### Borba
| Partido                 | Partido                        | Votos | %               | +/-  |
| ----------------------- | ------------------------------ | ----- | --------------- | ---- |
|                         | Partido Socialista             | 1 866 | 53,82 / 100,00  | 7,37 |
|                         | Partido Social Democrata       | 594   | 17,13 / 100,00  | 1,00 |
|                         | CHEGA                          | 359   | 10,35 / 100,00  | 8,41 |
|                         | Coligação Democrática Unitária | 341   | 9,84 / 100,00   | 2,80 |
|                         | Bloco de Esquerda              | 116   | 3,35 / 100,00   | 8,35 |
|                         | Iniciativa Liberal             | 60    | 1,73 / 100,00   | 1,31 |
|                         | Outros (com menos de 1,00%)    | 81    | 2,35 / 100,00   |      |
| Votos Inválidos         | Votos Inválidos                | 50    | 1,44 / 100,00   | 1,99 |
| Total                   | Total                          | 3 467 | 100,00 / 100,00 |      |
| Eleitorado/Participação | Eleitorado/Participação        | 5 828 | 59,49 / 100,00  | 4,26 |

| Freguesia              | %     | %     | %     | %     | %    | %    | Votantes |
| Freguesia              | PS    | PSD   | CH    | CDU   | BE   | IL   | Votantes |
| ---------------------- | ----- | ----- | ----- | ----- | ---- | ---- | -------- |
| Freguesia              |       |       |       |       |      |      | Votantes |
| Borba (Matriz)         | 52,26 | 19,15 | 10,58 | 8,78  | 3,33 | 2,02 | 1 833    |
| Borba (São Bartolomeu) | 53,99 | 15,64 | 8,28  | 10,43 | 2,45 | 1,84 | 326      |
| Orada                  | 57,41 | 9,46  | 11,99 | 11,67 | 4,10 | 1,26 | 317      |
| Rio de Moinhos         | 55,50 | 16,35 | 10,09 | 11,00 | 3,43 | 1,31 | 991      |
| Borba                  | 53,82 | 17,13 | 10,35 | 9,84  | 3,35 | 1,73 | 3 467    |

### Estremoz
| Partido                 | Partido                        | Votos  | %               | +/-  |
| ----------------------- | ------------------------------ | ------ | --------------- | ---- |
|                         | Partido Socialista             | 2 883  | 44,96 / 100,00  | 4,30 |
|                         | Partido Social Democrata       | 1 606  | 25,05 / 100,00  | 2,54 |
|                         | CHEGA                          | 743    | 11,59 / 100,00  | 8,27 |
|                         | Coligação Democrática Unitária | 529    | 8,25 / 100,00   | 2,00 |
|                         | Bloco de Esquerda              | 213    | 3,32 / 100,00   | 5,60 |
|                         | Iniciativa Liberal             | 146    | 2,28 / 100,00   | 1,74 |
|                         | Outros (com menos de 1,00%)    | 165    | 2,58 / 100,00   |      |
| Votos Inválidos         | Votos Inválidos                | 127    | 1,98 / 100,00   | 2,01 |
| Total                   | Total                          | 6 412  | 100,00 / 100,00 |      |
| Eleitorado/Participação | Eleitorado/Participação        | 11 228 | 57,11 / 100,00  | 5,46 |

| Freguesia                                          | %     | %     | %     | %     | %    | %    | Votantes |
| Freguesia                                          | PS    | PSD   | CH    | CDU   | BE   | IL   | Votantes |
| -------------------------------------------------- | ----- | ----- | ----- | ----- | ---- | ---- | -------- |
| Freguesia                                          |       |       |       |       |      |      | Votantes |
| Ameixial (Santa Vitória e São Bento)               | 41,33 | 26,67 | 14,93 | 8,00  | 2,13 | 2,40 | 375      |
| Arcos                                              | 47,06 | 21,50 | 12,98 | 8,52  | 3,45 | 1,62 | 493      |
| Estremoz (Santa Maria e Santo André)               | 40,50 | 28,58 | 11,84 | 7,62  | 3,61 | 2,83 | 3 716    |
| Évora Monte                                        | 65,28 | 12,50 | 7,64  | 6,60  | 3,47 | 1,04 | 288      |
| Glória                                             | 52,96 | 17,39 | 7,91  | 12,25 | 4,35 | 1,19 | 253      |
| São Bento do Cortiço e Santo Estêvão               | 54,39 | 20,40 | 11,05 | 5,95  | 2,55 | 2,27 | 353      |
| São Domingos de Ana Loura                          | 49,09 | 10,91 | 4,85  | 23,03 | 6,67 | 1,21 | 165      |
| São Lourenço de Mamporcão e São Bento de Ana Loura | 45,83 | 23,61 | 10,07 | 14,24 | 2,08 | 0,69 | 288      |
| Veiros                                             | 54,89 | 20,79 | 13,51 | 4,99  | 1,46 | 1,25 | 481      |
| Estremoz                                           | 44,96 | 25,05 | 11,59 | 8,25  | 3,32 | 2,28 | 6 412    |

### Évora
| Partido                 | Partido                        | Votos  | %               | +/-  |
| ----------------------- | ------------------------------ | ------ | --------------- | ---- |
|                         | Partido Socialista             | 11 441 | 41,11 / 100,00  | 5,37 |
|                         | Partido Social Democrata       | 6 816  | 24,49 / 100,00  | 4,26 |
|                         | Coligação Democrática Unitária | 3 477  | 12,49 / 100,00  | 2,89 |
|                         | CHEGA                          | 2 449  | 8,80 / 100,00   | 6,37 |
|                         | Bloco de Esquerda              | 1 122  | 4,03 / 100,00   | 6,65 |
|                         | Iniciativa Liberal             | 936    | 3,36 / 100,00   | 2,41 |
|                         | CDS – Partido Popular          | 351    | 1,26 / 100,00   | 2,70 |
|                         | Pessoas–Animais–Natureza       | 312    | 1,12 / 100,00   | 1,41 |
|                         | Outros (com menos de 1,00%)    | 462    | 1,65 / 100,00   |      |
| Votos Inválidos         | Votos Inválidos                | 466    | 1,68 / 100,00   | 2,10 |
| Total                   | Total                          | 27 832 | 100,00 / 100,00 |      |
| Eleitorado/Participação | Eleitorado/Participação        | 46 750 | 59,53 / 100,00  | 4,60 |

| Freguesia                                   | %     | %     | %     | %     | %    | %    | %    | %    | Votantes |
| Freguesia                                   | PS    | PSD   | CDU   | CH    | BE   | IL   | CDS  | PAN  | Votantes |
| ------------------------------------------- | ----- | ----- | ----- | ----- | ---- | ---- | ---- | ---- | -------- |
| Freguesia                                   |       |       |       |       |      |      |      |      | Votantes |
| Bacelo e Senhora da Saúde                   | 41,91 | 24,42 | 12,07 | 8,78  | 4,05 | 3,41 | 1,00 | 1,12 | 9 488    |
| Canaviais                                   | 43,74 | 21,33 | 11,92 | 10,67 | 4,73 | 3,30 | 0,60 | 0,78 | 1 669    |
| Évora                                       | 33,05 | 31,75 | 12,66 | 7,16  | 3,54 | 4,07 | 2,52 | 1,38 | 2 457    |
| Malagueira e Horta das Figueiras            | 38,87 | 26,17 | 11,71 | 9,14  | 4,53 | 3,64 | 1,32 | 1,13 | 10 717   |
| N.S. da Tourega e N.S. de Guadalupe         | 50,56 | 12,04 | 17,04 | 7,41  | 4,63 | 1,48 | 2,22 | 1,11 | 540      |
| Nossa Senhora da Graça do Divor             | 41,11 | 11,11 | 28,89 | 8,89  | 2,96 | 4,07 | 0,37 | 0,74 | 270      |
| Nossa Senhora de Machede                    | 52,58 | 15,88 | 16,70 | 7,22  | 1,24 | 1,86 | 1,24 | 1,65 | 485      |
| São Sebastião da Giesteira e N.S. da Boa Fé | 47,39 | 16,74 | 19,78 | 5,43  | 3,91 | 1,30 | 0,65 | 0,87 | 460      |
| São Bento do Mato                           | 44,71 | 25,10 | 9,41  | 9,22  | 2,35 | 3,33 | 1,18 | 1,96 | 510      |
| São Manços e São Vicente do Pigeiro         | 56,84 | 15,80 | 10,75 | 10,42 | 0,81 | 0,98 | 1,47 | 0,16 | 614      |
| São Miguel de Machede                       | 48,43 | 16,52 | 18,23 | 6,84  | 2,28 | 2,56 | 0,57 | 1,42 | 351      |
| Torre de Coelheiros                         | 56,46 | 9,59  | 17,34 | 8,86  | 1,85 | 0,37 | 1,11 | 0,74 | 271      |
| Évora                                       | 41,11 | 24,49 | 12,49 | 8,80  | 4,03 | 3,36 | 1,26 | 1,12 | 27 832   |

### Montemor-o-Novo
| Partido                 | Partido                        | Votos  | %               | +/-  |
| ----------------------- | ------------------------------ | ------ | --------------- | ---- |
|                         | Partido Socialista             | 3 689  | 43,23 / 100,00  | 7,63 |
|                         | Coligação Democrática Unitária | 1 804  | 21,14 / 100,00  | 6,53 |
|                         | Partido Social Democrata       | 1 536  | 18,00 / 100,00  | 3,41 |
|                         | CHEGA                          | 524    | 6,14 / 100,00   | 4,95 |
|                         | Bloco de Esquerda              | 239    | 2,80 / 100,00   | 4,23 |
|                         | Iniciativa Liberal             | 209    | 2,45 / 100,00   | 1,75 |
|                         | CDS – Partido Popular          | 177    | 2,07 / 100,00   | 2,12 |
|                         | Outros (com menos de 1,00%)    | 189    | 2,24 / 100,00   |      |
| Votos Inválidos         | Votos Inválidos                | 167    | 1,96 / 100,00   | 1,62 |
| Total                   | Total                          | 8 534  | 100,00 / 100,00 |      |
| Eleitorado/Participação | Eleitorado/Participação        | 13 785 | 61,91 / 100,00  | 2,85 |

| Freguesia                               | %     | %     | %     | %    | %    | %    | %    | Votantes |
| Freguesia                               | PS    | CDU   | PSD   | CH   | BE   | IL   | CDS  | Votantes |
| --------------------------------------- | ----- | ----- | ----- | ---- | ---- | ---- | ---- | -------- |
| Freguesia                               |       |       |       |      |      |      |      | Votantes |
| Cabrela                                 | 52,36 | 14,55 | 17,09 | 8,73 | 2,18 | 1,45 | 0,73 | 275      |
| Ciborro                                 | 63,71 | 12,86 | 8,86  | 4,86 | 2,86 | 0,86 | 0,57 | 350      |
| Cortiçadas de Lavre e Lavre             | 42,80 | 23,08 | 19,86 | 5,03 | 2,10 | 1,96 | 1,82 | 715      |
| Foros de Vale de Figueira               | 48,98 | 23,55 | 10,24 | 5,80 | 3,58 | 1,02 | 1,71 | 586      |
| N.S. da Vila, N.S. do Bispo e Silveiras | 40,99 | 20,75 | 19,58 | 6,42 | 2,84 | 2,84 | 2,21 | 5 735    |
| Santiago do Escoural                    | 48,59 | 28,87 | 10,04 | 3,87 | 3,17 | 1,94 | 1,58 | 568      |
| São Cristóvão                           | 33,44 | 20,33 | 24,92 | 7,54 | 1,97 | 2,62 | 4,59 | 305      |
| Montemor-o-Novo                         | 43,23 | 21,14 | 18,00 | 6,14 | 2,80 | 2,45 | 2,07 | 8 534    |

### Mora
| Partido                 | Partido                        | Votos | %               | +/-   |
| ----------------------- | ------------------------------ | ----- | --------------- | ----- |
|                         | Partido Socialista             | 1 034 | 44,65 / 100,00  | 13,05 |
|                         | Coligação Democrática Unitária | 588   | 25,39 / 100,00  | 9,27  |
|                         | Partido Social Democrata       | 353   | 15,24 / 100,00  | 1,39  |
|                         | CHEGA                          | 130   | 5,61 / 100,00   | 4,60  |
|                         | Bloco de Esquerda              | 61    | 2,63 / 100,00   | 3,02  |
|                         | Iniciativa Liberal             | 43    | 1,86 / 100,00   | 1,33  |
|                         | Outros (com menos de 1,00%)    | 59    | 2,54 / 100,00   |       |
| Votos Inválidos         | Votos Inválidos                | 48    | 2,08 / 100,00   | 1,61  |
| Total                   | Total                          | 2 316 | 100,00 / 100,00 |       |
| Eleitorado/Participação | Eleitorado/Participação        | 3 929 | 58,95 / 100,00  | 3,09  |

| Freguesia | %     | %     | %     | %    | %    | %    | Votantes |
| Freguesia | PS    | CDU   | PSD   | CH   | BE   | IL   | Votantes |
| --------- | ----- | ----- | ----- | ---- | ---- | ---- | -------- |
| Freguesia |       |       |       |      |      |      | Votantes |
| Brotas    | 43,36 | 34,96 | 11,50 | 3,10 | 2,65 | 1,33 | 226      |
| Cabeção   | 47,40 | 29,44 | 8,66  | 6,93 | 3,46 | 1,73 | 462      |
| Mora      | 42,46 | 23,93 | 17,21 | 5,49 | 2,79 | 2,13 | 1 220    |
| Pavia     | 48,77 | 19,85 | 18,87 | 5,88 | 1,23 | 1,47 | 408      |
| Mora      | 44,65 | 25,39 | 15,24 | 5,61 | 2,63 | 1,86 | 2 316    |

### Mourão
| Partido                 | Partido                        | Votos | %               | +/-   |
| ----------------------- | ------------------------------ | ----- | --------------- | ----- |
|                         | Partido Socialista             | 481   | 39,85 / 100,00  | 3,62  |
|                         | Partido Social Democrata       | 348   | 28,83 / 100,00  | 2,88  |
|                         | CHEGA                          | 197   | 16,32 / 100,00  | 12,15 |
|                         | Coligação Democrática Unitária | 106   | 8,78 / 100,00   | 1,88  |
|                         | Bloco de Esquerda              | 18    | 1,49 / 100,00   | 3,51  |
|                         | Iniciativa Liberal             | 13    | 1,08 / 100,00   | 0,99  |
|                         | Outros (com menos de 1,00%)    | 21    | 1,74 / 100,00   |       |
| Votos Inválidos         | Votos Inválidos                | 23    | 1,91 / 100,00   | 0,68  |
| Total                   | Total                          | 1 207 | 100,00 / 100,00 |       |
| Eleitorado/Participação | Eleitorado/Participação        | 2 166 | 55,72 / 100,00  | 5,93  |

| Freguesia | %     | %     | %     | %     | %    | %    | Votantes |
| Freguesia | PS    | PSD   | CH    | CDU   | BE   | IL   | Votantes |
| --------- | ----- | ----- | ----- | ----- | ---- | ---- | -------- |
| Freguesia |       |       |       |       |      |      | Votantes |
| Granja    | 44,98 | 19,70 | 13,01 | 15,99 | 0,74 | 1,12 | 269      |
| Luz       | 29,52 | 48,80 | 10,84 | 6,02  | 0,60 | 0,60 | 166      |
| Mourão    | 40,28 | 27,72 | 18,65 | 6,87  | 1,94 | 1,17 | 772      |
| Mourão    | 39,85 | 28,83 | 16,32 | 8,78  | 1,49 | 1,08 | 1 207    |

### Portel
| Partido                 | Partido                        | Votos | %               | +/-  |
| ----------------------- | ------------------------------ | ----- | --------------- | ---- |
|                         | Partido Socialista             | 1 460 | 49,34 / 100,00  | 4,08 |
|                         | Coligação Democrática Unitária | 740   | 25,01 / 100,00  | 5,62 |
|                         | Partido Social Democrata       | 304   | 10,27 / 100,00  | 3,97 |
|                         | CHEGA                          | 244   | 8,25 / 100,00   | 6,04 |
|                         | Bloco de Esquerda              | 71    | 2,40 / 100,00   | 3,76 |
|                         | Iniciativa Liberal             | 37    | 1,25 / 100,00   | 0,93 |
|                         | Outros (com menos de 1,00%)    | 67    | 2,26 / 100,00   |      |
| Votos Inválidos         | Votos Inválidos                | 36    | 1,22 / 100,00   | 1,41 |
| Total                   | Total                          | 2 959 | 100,00 / 100,00 |      |
| Eleitorado/Participação | Eleitorado/Participação        | 5 079 | 58,26 / 100,00  | 2,93 |

| Freguesia                          | %     | %     | %     | %     | %    | %    | Votantes |
| Freguesia                          | PS    | CDU   | PSD   | CH    | BE   | IL   | Votantes |
| ---------------------------------- | ----- | ----- | ----- | ----- | ---- | ---- | -------- |
| Freguesia                          |       |       |       |       |      |      | Votantes |
| Amieira e Alqueva                  | 47,81 | 34,43 | 6,28  | 4,92  | 1,09 | 1,09 | 366      |
| Monte do Trigo                     | 44,56 | 33,69 | 9,63  | 6,24  | 1,25 | 1,78 | 561      |
| Portel                             | 47,32 | 23,17 | 13,50 | 9,11  | 2,68 | 1,30 | 1 230    |
| Santana                            | 53,07 | 16,67 | 9,65  | 13,60 | 3,51 | 0,88 | 228      |
| São Bartolomeu do Outeiro e Oriola | 58,40 | 15,79 | 8,02  | 7,77  | 3,76 | 1,25 | 399      |
| Vera Cruz                          | 56,57 | 22,29 | 4,00  | 9,71  | 2,29 | 0    | 175      |
| Portel                             | 49,34 | 25,01 | 10,27 | 8,25  | 2,40 | 1,25 | 2 959    |

### Redondo
| Partido                 | Partido                        | Votos | %               | +/-  |
| ----------------------- | ------------------------------ | ----- | --------------- | ---- |
|                         | Partido Socialista             | 1 394 | 47,02 / 100,00  | 5,81 |
|                         | Partido Social Democrata       | 650   | 21,92 / 100,00  | 5,18 |
|                         | Coligação Democrática Unitária | 380   | 12,82 / 100,00  | 5,15 |
|                         | CHEGA                          | 268   | 9,04 / 100,00   | 7,38 |
|                         | Bloco de Esquerda              | 91    | 3,07 / 100,00   | 6,24 |
|                         | Iniciativa Liberal             | 45    | 1,52 / 100,00   | 1,05 |
|                         | CDS – Partido Popular          | 36    | 1,21 / 100,00   | 2,36 |
|                         | Outros (com menos de 1,00%)    | 62    | 2,09 / 100,00   |      |
| Votos Inválidos         | Votos Inválidos                | 39    | 1,31 / 100,00   | 2,30 |
| Total                   | Total                          | 2 965 | 100,00 / 100,00 |      |
| Eleitorado/Participação | Eleitorado/Participação        | 5 599 | 52,96 / 100,00  | 3,90 |

| Freguesia | %     | %     | %     | %     | %    | %    | %    | Votantes |
| Freguesia | PS    | PSD   | CDU   | CH    | BE   | IL   | CDS  | Votantes |
| --------- | ----- | ----- | ----- | ----- | ---- | ---- | ---- | -------- |
| Freguesia |       |       |       |       |      |      |      | Votantes |
| Montoito  | 41,68 | 22,18 | 16,83 | 11,85 | 3,06 | 0,76 | 1,34 | 523      |
| Redondo   | 48,16 | 21,87 | 11,96 | 8,44  | 3,07 | 1,68 | 1,19 | 2 442    |
| Redondo   | 47,02 | 21,92 | 12,82 | 9,04  | 3,07 | 1,52 | 1,21 | 2 965    |

### Reguengos de Monsaraz
| Partido                 | Partido                        | Votos | %               | +/-  |
| ----------------------- | ------------------------------ | ----- | --------------- | ---- |
|                         | Partido Socialista             | 2 169 | 45,91 / 100,00  | 0,63 |
|                         | Partido Social Democrata       | 1 230 | 26,04 / 100,00  | 8,49 |
|                         | CHEGA                          | 501   | 10,61 / 100,00  | 7,41 |
|                         | Coligação Democrática Unitária | 359   | 7,60 / 100,00   | 2,96 |
|                         | Bloco de Esquerda              | 152   | 3,22 / 100,00   | 5,65 |
|                         | Iniciativa Liberal             | 76    | 1,61 / 100,00   | 1,20 |
|                         | Outros (com menos de 1,00%)    | 129   | 2,71 / 100,00   |      |
| Votos Inválidos         | Votos Inválidos                | 108   | 2,28 / 100,00   | 2,05 |
| Total                   | Total                          | 4 724 | 100,00 / 100,00 |      |
| Eleitorado/Participação | Eleitorado/Participação        | 8 870 | 53,26 / 100,00  | 6,63 |

| Freguesia             | %     | %     | %     | %     | %    | %    | Votantes |
| Freguesia             | PS    | PSD   | CH    | CDU   | BE   | IL   | Votantes |
| --------------------- | ----- | ----- | ----- | ----- | ---- | ---- | -------- |
| Freguesia             |       |       |       |       |      |      | Votantes |
| Campo e Campinho      | 53,87 | 15,32 | 12,74 | 11,88 | 1,72 | 0,52 | 581      |
| Corval                | 51,59 | 20,16 | 9,37  | 8,10  | 3,33 | 1,27 | 630      |
| Monsaraz              | 54,61 | 19,45 | 13,22 | 6,23  | 1,75 | 1,25 | 401      |
| Reguengos de Monsaraz | 42,16 | 30,08 | 10,12 | 6,88  | 3,66 | 1,93 | 3 112    |
| Reguengos de Monsaraz | 45,91 | 26,04 | 10,61 | 7,60  | 3,22 | 1,61 | 4 724    |

### Vendas Novas
| Partido                 | Partido                        | Votos  | %               | +/-  |
| ----------------------- | ------------------------------ | ------ | --------------- | ---- |
|                         | Partido Socialista             | 2 487  | 43,25 / 100,00  | 4,80 |
|                         | Partido Social Democrata       | 1 273  | 22,14 / 100,00  | 4,41 |
|                         | Coligação Democrática Unitária | 846    | 14,71 / 100,00  | 4,94 |
|                         | CHEGA                          | 506    | 8,80 / 100,00   | 6,67 |
|                         | Bloco de Esquerda              | 195    | 3,39 / 100,00   | 3,88 |
|                         | Iniciativa Liberal             | 143    | 2,49 / 100,00   | 1,76 |
|                         | CDS – Partido Popular          | 62     | 1,08 / 100,00   | 1,86 |
|                         | Outros (com menos de 1,00%)    | 134    | 2,33 / 100,00   |      |
| Votos Inválidos         | Votos Inválidos                | 104    | 1,81 / 100,00   | 1,92 |
| Total                   | Total                          | 5 750  | 100,00 / 100,00 |      |
| Eleitorado/Participação | Eleitorado/Participação        | 10 026 | 57,35 / 100,00  | 4,13 |

| Freguesia    | %     | %     | %     | %    | %    | %    | %    | Votantes |
| Freguesia    | PS    | PSD   | CDU   | CH   | BE   | IL   | CDS  | Votantes |
| ------------ | ----- | ----- | ----- | ---- | ---- | ---- | ---- | -------- |
| Freguesia    |       |       |       |      |      |      |      | Votantes |
| Landeira     | 47,36 | 19,14 | 19,40 | 6,30 | 3,78 | 1,51 | 0,25 | 397      |
| Vendas Novas | 42,95 | 22,36 | 14,37 | 8,99 | 3,36 | 2,56 | 1,14 | 5 353    |
| Vendas Novas | 43,25 | 22,14 | 14,71 | 8,80 | 3,39 | 2,49 | 1,08 | 5 750    |

### Viana do Alentejo
| Partido                 | Partido                        | Votos | %               | +/-  |
| ----------------------- | ------------------------------ | ----- | --------------- | ---- |
|                         | Partido Socialista             | 1 044 | 40,25 / 100,00  | 3,59 |
|                         | Coligação Democrática Unitária | 567   | 21,86 / 100,00  | 4,17 |
|                         | Partido Social Democrata       | 420   | 16,19 / 100,00  | 3,71 |
|                         | CHEGA                          | 303   | 11,68 / 100,00  | 8,48 |
|                         | Bloco de Esquerda              | 79    | 3,05 / 100,00   | 5,00 |
|                         | Iniciativa Liberal             | 45    | 1,73 / 100,00   | 1,24 |
|                         | CDS – Partido Popular          | 36    | 1,39 / 100,00   | 2,30 |
|                         | Outros (com menos de 1,00%)    | 51    | 1,97 / 100,00   |      |
| Votos Inválidos         | Votos Inválidos                | 49    | 1,89 / 100,00   | 1,32 |
| Total                   | Total                          | 2 594 | 100,00 / 100,00 |      |
| Eleitorado/Participação | Eleitorado/Participação        | 4 621 | 56,14 / 100,00  | 3,63 |

| Freguesia         | %     | %     | %     | %     | %    | %    | %    | Votantes |
| Freguesia         | PS    | CDU   | PSD   | CH    | BE   | IL   | CDS  | Votantes |
| ----------------- | ----- | ----- | ----- | ----- | ---- | ---- | ---- | -------- |
| Freguesia         |       |       |       |       |      |      |      | Votantes |
| Aguiar            | 37,13 | 31,83 | 11,98 | 7,66  | 3,73 | 1,77 | 0,79 | 509      |
| Alcáçovas         | 38,26 | 18,85 | 18,40 | 13,32 | 2,26 | 2,26 | 2,82 | 886      |
| Viana do Alentejo | 43,04 | 19,85 | 16,35 | 12,18 | 3,34 | 1,33 | 0,58 | 1 199    |
| Viana do Alentejo | 40,25 | 21,86 | 16,19 | 11,68 | 3,05 | 1,73 | 1,39 | 2 594    |

### Vila Viçosa
| Partido                 | Partido                        | Votos | %               | +/-  |
| ----------------------- | ------------------------------ | ----- | --------------- | ---- |
|                         | Partido Socialista             | 1 653 | 44,53 / 100,00  | 6,40 |
|                         | Partido Social Democrata       | 854   | 23,01 / 100,00  | 3,60 |
|                         | CHEGA                          | 445   | 11,99 / 100,00  | 9,85 |
|                         | Coligação Democrática Unitária | 441   | 11,88 / 100,00  | 4,96 |
|                         | Bloco de Esquerda              | 95    | 2,56 / 100,00   | 6,53 |
|                         | Iniciativa Liberal             | 75    | 2,02 / 100,00   | 1,62 |
|                         | Outros (com menos de 1,00%)    | 96    | 2,59 / 100,00   |      |
| Votos Inválidos         | Votos Inválidos                | 53    | 1,42 / 100,00   | 2,60 |
| Total                   | Total                          | 3 712 | 100,00 / 100,00 |      |
| Eleitorado/Participação | Eleitorado/Participação        | 6 656 | 55,77 / 100,00  | 4,15 |

| Freguesia                          | %     | %     | %     | %     | %    | %    | Votantes |
| Freguesia                          | PS    | PSD   | CH    | CDU   | BE   | IL   | Votantes |
| ---------------------------------- | ----- | ----- | ----- | ----- | ---- | ---- | -------- |
| Freguesia                          |       |       |       |       |      |      | Votantes |
| Bencatel                           | 48,43 | 12,67 | 8,03  | 23,96 | 2,01 | 1,51 | 797      |
| Ciladas                            | 54,73 | 13,93 | 15,67 | 8,21  | 2,74 | 1,74 | 402      |
| N.S. da Conceição e São Bartolomeu | 40,11 | 28,98 | 12,49 | 8,90  | 2,85 | 2,41 | 2 281    |
| Pardais                            | 56,90 | 15,52 | 14,22 | 6,03  | 1,29 | 0,43 | 232      |
| Vila Viçosa                        | 44,53 | 23,01 | 11,99 | 11,88 | 2,56 | 2,02 | 3 712    |

## Lista de Deputados Eleitos
A lista apresentada é conforme a aplicação do Método D'Hondt:
| N.º | Nome                           | Partido | Partido                  | Quociente |
| --- | ------------------------------ | ------- | ------------------------ | --------- |
| 1   | Luís Capoulas Santos           |         | Partido Socialista       | 34693     |
| 2   | Norberto António Lopes Patinho |         | Partido Socialista       | 17346,5   |
| 3   | Sónia Cristina Silva dos Ramos |         | Partido Social Democrata | 16902     |